# 立花家橘之助 (2代目)
二代 立花家 橘之助（たちばなや きつのすけ、1960年11月3日 - ）は、東京都台東区浅草出身、落語協会所属の三味線漫談家。本名∶茂木 康子。
自称「日本（=世界）に2人しかいない女流三味線漫談家」。花柳流日本舞踊の名取りでもあり、芸名は花柳 鳳千佐。母は長唄の杵屋志津和。

## 経歴
和洋女子短期大学卒業のち女優を志す。1979年に三代目三遊亭圓歌にスカウトされ、翌年の3月に圓歌に正式入門。6月に国立演芸場で初高座。高座名は三遊亭あす歌で、演目は「三味線漫談（7分）」。
1992年、初代三遊亭小円歌を襲名。戦後の色物では初のこと。なお、このとき当時の落語協会会長であった五代目柳家小さんから「立花家橘之助」襲名の話が持ちかけられたこともあったが、当時は30代と若かったこともあり、襲名の話は実現しなかった。
1993年に第54回国立花形演芸会金賞、1994年に第10回浅草芸能大賞新人賞を受賞。
2016年に再び「立花家」襲名の話が持ち上がり、本人は三味線の名手である初代の名跡を継承することは魅力的と考えていたものの、師である圓歌が反対した場合は断念することを考えていたが、圓歌は「立花家」襲名に賛意を示し、圓歌は「良かった。おれは大賛成だよ。いつ（襲名を）言ってくるかと思っていたんだ。頑張りなさい」と喜んでくれたという。この時体調を悪化させていた圓歌を配慮し、2018年春に予定していた襲名披露を前年11月に早めたもののその直前に圓歌が亡くなったため、圓歌が襲名披露に同席することはできなかった。
2017年11月上席より、初代は女道楽として活躍した「立花家橘之助」の名跡を二代目として襲名した。立花家橘之助の名跡が82年ぶりに復活したことになる。色物芸人が落語協会の定席で主任（トリ）を務めるのは2000年9月の三代目林家正楽（紙切り）以来となる。
2022年6月29日より、宝井琴調と共に落語協会理事に就任。

## 芸歴
- 1980年∶三代目三遊亭圓歌に入門、「あす歌」を名乗る。
- 1992年∶「三遊亭小円歌」を襲名。
- 2017年11月∶二代立花家橘之助を襲名。

## 受賞歴
- 1993年∶第54回国立花形演芸会金賞
- 1994年∶第10回浅草芸能大賞新人賞

## 逸話
師匠の三代目三遊亭圓歌からスカウトされた際、「お前を女優にしてやる」と口説かれ、その気になって入門したものの、気付けば芸人にされていたという。
師匠の圓歌が得度して僧侶になるために身延山へ修行に入った際、心筋梗塞で倒れて入院する騒ぎになった。その際、マスコミから殺到した電話問い合わせに対応していた小円歌（当時）が「師匠のご病気は？」との質問に、（繰り返し答えていたために）誤って「近親相姦です」と答えたと圓歌本人に新作落語『中沢家の人々』内でネタにされているが、事実ではない。
2006年9月23日、鈴本演芸場で三味線の調子合わせ中に二の糸が切れてしまい、下座から三味線を借りて続行するハプニングがあった。借りた三味線を返却した後に、かっぽれを踊って座を持たせた。
2013年、体重40kgを超える愛犬の散歩中、左手の中指と薬指を骨折。医師は折れた指に添え木をして固定することを勧めるも、指を伸ばしたままだと三味線が握れないとそれを拒否。自然治癒するまで痛みを堪えつつ高座に上がった。
二代目橘之助襲名披露宴の際に、初代橘之助が実際に使用していた楽屋用箱鏡台を贈呈されている。この鏡台は橘右近が入手、舞台『たぬき』で初代橘之助を演じた山田五十鈴にプレゼントされたもの。その後、鏡台は山田五十鈴が死去（2012年）後に戻ってきたが、二代目襲名を期に贈られた。
2024年4月、山手線の棚に母親の形見の三味線を置き忘れた。広く告知して探していたが、2025年、関係者が三味線本体がyahoo! オークションに出品されているのを発見。備品の紛失や傷みなどはあったが購入、手元に戻ってきたことを本人が7月にSNSで報告した。

## 活動
漫談の他に、かっぽれなどの寄席踊りや、20本以上の扇子をも操る「松づくし」なども継承しており、マルチに活躍している。
2005年12月、江戸家まねき猫と「遊びまShow!」という二人会を主催。観客として来場していた永六輔をゲスト出演させるなど、大成功を収めたため、毎年恒例にしたい意向。
浅草演芸ホール8月中席で毎年行われる住吉踊り連に所属している。
2022年11月の浅草演芸ホール上席からは弟子の立花家あまねが橘之助とともに高座に出演しており、師弟で掛け合いを演じている。

## 弟子
- 立花家あまね（俗曲・民謡、2001年11月8日 - ）

### 預かり
- 小梅（奇術、2023年より落語協会に入会）

## CD
- 『橘の字の浮世語り』 （ZIPANGU LABEL） 2024年10月[8]

## 出演

### テレビ
- 大河ドラマ いだてん〜東京オリムピック噺〜（2019年5月12日  、NHK）
- カラーで蘇る二代目円歌（NHKプレミアムBS4K・2025年3月27日、NHKEテレ・2025年3月30日）- 聞き手

### 映画
- 落語物語（2011年、林家しん平監督）- 鶴屋朝丸 役 ＊三遊亭小円歌時代

## 備考
代数には入れられていないが、雷門小福の最初の師匠が、当時名古屋で開店休業状態だった先代（本当の初代）三遊亭小圓歌だった。